# Julia Chatys
Julia Chatys (ur. 26 września 1996 w Warszawie) – polska aktorka serialowa, filmowa, teatralna i dubbingowa, absolwentka Państwowej Wyższej Szkoły Filmowej, Telewizyjnej i Teatralnej im. Leona Schillera w Łodzi.

## Życiorys
Urodziła się i wychowywała w warszawskiej dzielnicy Służew. Od najmłodszych lat przejawiała zainteresowania artystyczne. Pierwsze kroki stawiała na scenie w domu kultury na warszawskim Ursynowie pod okiem aktora Grzegorza Sierzputowskiego. Warsztat aktorski doskonaliła także w Ognisku Teatralnym „U Machulskich” w Warszawie. Gdy była nastolatką pracowała na planie produkcji Disney Channel „Do dzwonka”. W wieku 7 lat zagrała w serialu Niania.
W 2007 roku wystąpiła obok Olafa Lubaszenki i Ireny Santor w spektaklu „Dziecko w krainie muzyki” wyprodukowanym przez Mazowiecki Teatr Muzyczny „Operetka” w Warszawie w reżyserii Włodzimierza Izbana. Popularność przyniosła jej rola Kasi Berg w serialu Na Wspólnej, w którym gra od 2012 roku. Grała także w serialu Usta usta oraz Na dobre i na złe.
W 2021 ukończyła studia aktorskie z tytułem magistra sztuki w Państwowej Wyższej Szkole Filmowej, Telewizyjnej i Teatralnej w Łodzi. Otrzymała wyróżnienie za rolę dyplomową Ofelii w sztuce dyplomowej „Hamlet x 4" podczas 38. Festiwalu Szkół Teatralnych w Łodzi. Występuje na deskach teatrów oraz zajmuje się dubbingiem w serialach, filmach i grach. Pierwsze role dubbingowe zrealizowała w wieku 10 lat. Brała udział w produkcjach dla Disney Channel, Netflixa i Nickelodeona.
Współpracuje m.in. z warszawskim Teatrem Palladium, Teatrem Studyjnym w Łodzi, Teatrem Kamienica w Warszawie i Teatrem Gudejko. Gra w komedii „Berek, czyli upiór w moherze 2" oraz „Jak Zabłocki na mydle”.
Poza aktorstwem zajmuje się także muzyką. Po skończeniu studiów zaczęła uczęszczać na zajęcia wokalne. Podjęła współpracę muzyczną z raperem Sebastianem Fabijańskim, z którym nagrała dwa utwory („Melancholia” oraz „Supernova”) na jego płycie „Reset”. Wydała również swoją własną płytę solową zatytułowaną „Brak”. Album promował singel „Enigma”.

## Filmografia
- 2007: Koniec lata - dziewczynka z arbuzem (etiuda szkolna)
- 2008: Niania - Marianna, koleżanka Zuzi (odc. 108)
- 2009: Historia Kowalskich - Zosia Kowalska
- 2010: Wenecja - Karolina, córka Klaudyny
- 2010: Usta usta - Nika (odc. 18)
- 2010: Trzy minuty. 21:37 - koleżanka z klasy syna
- 2010: Na dobre i na złe - Sabona (odc. 430)
- 2010-2011: Do dzwonka - Martyna
- 2012: Do dzwonka cafe - Martyna
- od 2013: Na Wspólnej - Kasia Berg-Żbik
- 2017: Perfect match - Kasia (etiuda szkolna)
- 2019: Na dobre i na złe - Iza Kosińska (odc. 728)
- 2019: Carrie - młoda kobieta (etiuda szkolna)
- 2019: #jestem m. misfit - Magenta
- 2022: Plan lekcji - Pam
- 2022: Archiwista - Luiza Żelazny, bratanica komendanta (odc. 3 sezon II)
- 2023: Różne drogi do świętości - Ewa
- 2023: Człowiek z odpadającym uchem - prezenterka (etiuda szkolna)

### Role w teatrze
- Berek, czyli upiór w moherze 2
- Jak Zabłocki na mydle
- Dziecko w krainie muzyki

### Dubbing filmowy
- 2006: Lilo i Stich: Liroy i Stich
- 2006: Wpuszczony w kanał
- 2009: Odlotowe agentki
- 2009: Potwory kontra Obcy: Dynie-mutanty z kosmosu
- 2010: Niania i wielkie bum – Celia
- 2010: Opowieści z Narnii: Podróż Wędrowca do Świtu
- 2010: Safari – Maya
- 2011: Pokémon: Biel – Victini i Zekrom – Carlita
- 2011: Pokémon: Czerń – Victini i Reshiram – Carlita
- 2012: Big Time Rush w akcji – Katie Knight
- 2012: ParaNorman
- 2013: Hobbit: Pustkowie Smauga – Sigrid
- 2014: Hobbit: Bitwa Pięciu Armii – Sigrid
- 2014: Lepszy model – Gabby Harrison
- 2014: Rio 2 – Carla
- 2015: Moja niewidzialna siostra – Molly
- 2015: Teen Beach 2 – Alyssa
- 2016: Barbie: Dreamtopia – Amethyst, Juniper, Nikki
- 2016: DC Super Hero Girls: Bohater Roku – Lois Lane
- 2016: Dzień Niepodległości: Odrodzenie – Sam
- 2016: Osobliwy dom pani Peregrine – Amy
- 2017: DC Super Hero Girls: Galaktyczne Igrzyska – Lois Lane
- 2017: Zaklęcia w czasie – Circe
- 2018: Był sobie Deadpool – Negasonic Teenage Warhead
- 2018: Deadpool 2 – Negasonic Teenage Warhead (wersja kinowa)
- 2018: The Seven Deadly Sins the Movie: Prisoners of the Sky
- 2019: Wysoka dziewczyna – Harper
- 2020: DJ Cinderella – Cintia Dorella
- 2020: Poradnik łowczyni potworów – Liz Lerue
- 2021: Arlo – chłopiec-aligator
- 2021: Dzień na tak
- 2021: Ktoś jest w twoim domu – Alex
- 2021: LOL Surprise: Film – Neonlicious
- 2021: Raya i ostatni smok – mieszkanka Kła
- 2021: Rodzinka rządzi
- 2021: Ron usterka
- 2021: Świąteczny cud
- 2021: Tajna Agencja Kontroli Magii
- 2021: Thunder Force – nastoletnia Lydia
- 2021: Ulica Strachu – część 1:1994 – Deena Johnson
- 2021: Ulica Strachu – część 2: 1978 – Deena Johnson
- 2021: Ulica Strachu – część 3: 1666 – Deena Johnson / Sarah Fier
- 2021: W końcu nauczyłam się wypełniać mój obowiązek – Chrześcijanka
- 2021: Wiara oznacza poleganie na Bogu – Cheng Cheng
- 2022: Barbie: Moc syrenek – Sareena
- 2022: Czarna Pantera: Wakanda w moim sercu – Riri Williams / Ironheart
- 2022: DC Liga Super-Pets – Mercy Graves
- 2022: Hokus Pokus 2 – Izzy
- 2022: LOL Surprise: Zimowy pokaz mody – Neonlicious, Dziewczyna 5
- 2022: Rozbójnik Hotzenplotz. Tajemnica zaginionego młynka – Amarylis
- 2022: Wysoka dziewczyna 2 – Kimmy
- 2022: Chip i Dale: Brygada RR
- 2023: Barbie – Barbie Fizyczka
- 2023: Blue Beetle – Milagro Reyes
- 2023: Dungeons & Dragons: Złodziejski honor – Sofina
- 2023: Mała Syrenka – Rosa
- 2023: Miss Kraken. Ruby Gillman – Margot
- 2023: Misja: Bal
- 2023: Nimona – Nimona
- 2023: Shazam! Gniew bogów – Anthea
- 2023: Wojownicze Żółwie Ninja: Zmutowany chaos – April O’Neil[18]
- 2024: Mononoke — film: Zjawa w deszczu – Asa[19]
- 2024: Władca Pierścieni: Wojna Rohirrimów – Hèra[20]

### Dubbing serialowy
- 2000: Dora poznaje świat
- 2003–2007: Świat Raven – Raven Baxter
- 2006–2010: Hannah Montana
- 2007: Fineasz i Ferb – Strażniczka
- 2007: iCarly – Teri, Mandy
- 2007–2014: M.I. High (wersja teleTOON+) – Kayleigh, gwary, Irena Ryfield, Zoe
- 2008: True Jackson – Molly
- 2010: Big Time Rush – Katie Knight
- 2010: Pokémon: Czerń i Biel – Roxie
- 2010: Potwory i ja – Angela Carlson
- 2010: Powodzenia, Charlie!
- 2010–2013: Transformers Prime – Miko Nakadai
- 2011: Mia i ja – Paula
- 2011: Nadzdolni – Chyna Parks
- 2011–2013: Sadie J. – Dede
- 2011: Tess kontra chłopaki – Tess
- 2011: Z innej beczki – China Anne McClain
- 2012: Lego Friends
- 2012: Legenda Korry – Jinora
- 2012–2013: Marvin Marvin – Brianna
- 2012–2015: Szczury laboratoryjne – Janelle
- 2012: Troskliwe Misie: Witamy w Krainie Troskliwości – Mirka
- 2013: Akademia tańca – Riley
- 2013–2015: Anna i androidy – Emily
- 2013: Grzmotomocni – Cherry
- 2013: Tajemnice domu Anubisa: Kamienny dotyk Ra – Sophia Danae
- 2013–2015: Nawiedzeni – Susan, Lucym Violet
- 2013: Oddział specjalny – Skylar Burza
- 2013–2016: Pokémon seria: XY – Penelope, dzieci, Lena, Moria, Nini
- 2014: 100 rzeczy do przeżycia przed liceum – Patti Makabra
- 2014: Evermoor – Sorsha Doyle
- 2014: Lolirock – Carissa
- 2015: Bella i Buldogi – cheerleaderka Red Devil, Gracie Crenshaw
- 2015–2016: DC Super Hero Girls – Lois Lane, Bliźniaczki Podwójne Wyzwanie, Frost
- 2015: Lost & Found Music Studios – Leia
- 2015: Na końcu świata – Skink
- 2015: Pan Peabody i Sherman Show
- 2015: Szczury laboratoryjne: Jednostka elitarna – Skylar Burza
- 2016: Bizaardvark – Vicki ’Gorąca Łeb’ Fuego
- 2016–2017: Just Like Me! – Zoë
- 2016: Królestwo Tamtych – Gorczyczka
- 2016: Like Me – Uczennica
- 2018: Bakugan: Battle Planet – Chad
- 2018: Najlepszy najgorszy weekend – Hallie
- 2018: Noobees – Tania Botero
- 2019: Ciemny kryształ: Czas buntu – Księżniczka Tavara
- 2019: Pokémon: Podróże – Seria – Chłopiec z niebieskiej drużyny
- 2019: Power Players – Cleo
- 2019: Zjazd rodzinny – Jade McKellan
- 2020: Doug wyciąga wtyczkę
- 2020: Klub Opiekunek – Janine Kishi
- 2020: Młodzi szpiedzy – Nikki Fischer
- 2020: Topo Gigio
- 2020: Wilk na 100 procent – legenda Księżycowego Kamienia – Cherry
- 2021: Jeźdźcy smoków: Dziewięć światów – Alexandra Gonzalez
- 2021: LOL Surprise: House of Surprises – Neonlicious, Trendsetter, Grand Queen
- 2021: Saturday Morning All Star Hits! – Jody
- 2021: Szkolne dramy – Meegan
- 2022: Cwaniak
- 2022: Gwiezdne wojny: Opowieści Jedi – Yaddle
- 2022: Mermaze Mermaidz – Riviera
- 2022: Podróbki – Zoe Christensen
- 2022: Skarb narodów: Na skraju historii – Tasha
- 2022: Wiedźmin: Rodowód krwi
- 2022: Willow – Kit Tanthalos
- 2023: Ahsoka – Shin Hati
- 2023: Junji Ito: Makabryczne japońskie opowieści – Shinobu
- 2023: Kizazi Moto: Generacja ognia – Maadi, Shiro
- 2023: LEGO Friends – następny rozdział

### Dubbing do gier
- 2011: Wiedźmin 2: Zabójcy królów
- 2017: Fortnite – Evie
- 2020: Marvel’s Avengers
- 2020: Valorant – Deadlock
- 2023: Diablo IV

### Dubbing w programach
- 2011: Wkręty z górnej półki – China Anne McClain
- 2014: Rysuj i graj
- 2022: Harry Potter – 20. rocznica: Powrót do Hogwartu – Bonnie Wright

### Dubbing do słuchowisk
- 2012: Gra o tron – Jayne Pool[3][21]